# Лосєве-2
Лосєве-2 — пасажирський зупинний пункт Харківського залізничного вузла Куп'янського напрямку Харківської дирекції Південної залізниці на електрифікованій лінії Харків-Слобідський — Зелений Колодязь.

## Історія
У 1971 році зупинний пункт електрифікований постійним струмом (=3 кВ) в складі дільниці Основа — Гракове.
У 1972 році на зупинному пункті була проведена реконструкція і побудована висока платформа.
У 2002 році на зупинному пункті побудований вокзальний комплекс, який отримав назву Лосєве-2.

## Пасажирське сполучення
До 24 лютого 2022 року на зупинному пункті Лосєве-2 зупинялися приміські електропоїзди сполученням Гракове — Лосєве та Лосєве — Занки. Наразі рух приміських електропоїздів припинений на невизначений термін.
Громадський транспорт:
З платформи Лосєве-2 здійснювалася пересадка пасажирів, що прибували із передмістя, на станцію  «Індустріальна», тролейбуси № 7, 45, 46 та трамваї № 23, 26.